# Nils Björklöf
Nils Björklöf   (Ingå, 12 d'abril de 1921 - Estocolm, 16 de setembre de 1987) fou un piragüista finlandès que va competir a finals de la dècada de 1940.
El 1948 va prendre part en els Jocs Olímpics d'Estiu de Londres on, formant parella amb Thor Axelsson, va guanyar la medalla de bronze en el K-2 1.000 metres i K-2 10.000 metres del programa de piragüisme. En el seu palmarès també destaca una medalla d'or al Campionat del Món de piragüisme en aigües tranquil·les de 1948.